# Faaborg
 Denne artikel omhandler byen Faaborg. Der er også andre byer med dette navn, se Fåborg (Varde Kommune).
Faaborg eller Fåborg (udtale: [fɔˌbåˈ]?) er en købstad med 6.867 indbyggere  (2024) på Fyns sydkyst ved Faaborg Fjord. Byen er den største by i Faaborg-Midtfyn Kommune og tilhører Region Syddanmark.
Faaborg ligger mellem bakker, og i farvandet ud for ligger de mange småøer i det Fynske Øhav. Byen har mange gamle velbevarede huse og et velbevaret miljø i midtbyen.
Fra Faaborg udgår der færger til Avernakø, Bjørnø, og Lyø, samt Søby på Ærø. Tidligere gik der også færge til Mommark på Als, den rute blev erstattet af Bøjden-Fynshav i 1967. Der har også været færgeforbindelse til Gelting i Tyskland, som blev nedlagt i 1999.
Byen rummer Faaborg Gymnasium og flere skoler. I Faaborg ligger Faaborg Museum for Fynsk Malerkunst og Øhavsmuseet, der driver museum i den gamle købmandsgård ved havnen og Ret- og Strafmuseet i Faaborg Arrest

## Navn
Navnet kommer af olddansk fo (= ræv, beslægtet med engelsk fox og tysk Fuchs) og efterleddet -borg. Altså en ræveborg.
Dansk Sprognævn anbefaler at stave byens navn med å, men aa er også tilladt, og er den form som benyttes af Faaborg-Midtfyn Kommune. Se: Ålborg: Stavemåde Å/Aa.

## Historie
Den gamle Faaborg Købstad er nævnt første gang i 25. juni 1229 i et gavebrev, der overdrager blandt andet Faaborg som morgengave til kong Valdemar Sejrs svigerdatter Eleonore, og det nævner byen som en borg, som må have eksisteret før den tid. Byen omtales i Kong Valdemars Jordebog, hvor den med sit tilliggende er ansat til 30 mark guld, og kaldes her Foburgh (på latin kaldes den Faviburgtmi). Borgen og befæstningen er forsvundet i dag, kun Vesterport er bevaret.

### Middelalderen
Byen fik sine første privilegier af Valdemar Sejr, bekræftede af Kong Abel 14. juli 1251 og mange gange senere bekræftede og udvidede, således flere gange af Erik Menved (1288, 1297 og 1313), 1302 af Eriks brødre Christoffer 1. og Valdemar, 1325 af Christoffer 2., 1413 af Erik af Pommern, 1442 af Christoffer af Bayern, 1452 af Christian 1., 1524 af Frederik 1., 1538 af Christian 3., 1560 af Frederik 2., 1597 af Christian 4. og 1648 af Frederik 3.. Den var i middelalderen en ret anselig by, som havde et Vor Frue Gilde (første gang nævnt 1377), og den fik også i slutningen af middelalderen sit kloster.
Det var et Helligåndskloster, som ved år 1477 stiftedes af ridderen Frederik Barsebek, væbneren Claus Krumstrup med flere. Det indrettedes straks både som kloster og hospital og befolkedes med en prior og munke, der fulgte den hellige Augustins regel. Lige som Helligåndshusene i København, Malmø, Aalborg og Randers blev Faaborgklosteret underlagt Helligåndsordenens moderstiftelse, hospitalsklosteret ved Rom, og kom derved til at nyde godt af flere af de mange friheder, som var tilståede dette, således navnlig af den indbringende ret til at meddele aflad (men ved en pavebulle af 1515 blev denne ret midlertidig suspenderet). I øvrigt havde Faaborg Helligåndshus sine væsentligste indtægter af det meget jordegods, det efterhånden havde erhvervet ikke alene i byen, men også rundt om i landet (på Fyn, i Nørrejylland og på Als); således havde præsten Peder Sture i 1487 givet det 5 gårde i Lysabild på Als som vederlag for afholdelsen af en daglig messe i klosterkirken; 1497 fik det af ridderen Markvard Rønnov til Hvidkilde 2 gårde; 1515 skænkede Just Urne det noget jordegods for sammen med hustru og forældre at blive optagen i den Helligånds broderskab og blive indskrevet i munkenes bønnebøger. Af Christian 2. fik det i 1520 tilsagn om sognekirken i Faaborg med al dens rente og rettighed efter den dalevende præsts død; gaven blev stadfæstet i 1528, men kom sikkert aldrig Helligåndshuset til gode, for ved udgangen af 1530 eller måske noget senere ophørte munkelivet her, og klosteret forvandledes til et rent hospital under ledelse af en "prior" og en af byens borgere; allerede i 1540 blev hospitalet dog nedlagt og alt dets tilliggende overdraget Odense Hospital. Christian 3. gav i 1539 klosterkirken til sognekirke, som hvilket siden blev brugt, i stedet for den gamle bykirke, som kongen betingede sig til et kornhus, og et par dage efter fik borgerne ved et kongebrev tilladelse til at udtage alt inventariet af bykirken (St. Nikolai) og anbringe det i Helligåndskirken (23. februar 1550 gav kongen borgerne lov til at nedbryde den gamle bykirke og benytte materialerne til vedligeholdelsen af Helligåndskirken, en bestemmelse, der 13. november 1550 ændredes til, at de måtte bruge den gamle kirke til at få opført et rådhus). De andre dele af klosteret forsvandt derimod i løbet af 1500- eller 1600-tallet. Mulig have de dannet en trefløjet bygning, der i forbindelse med kirken som fjerde og søndre fløj have omsluttet en firkantet gårdsplads. I alt fald har i middelalderen et to stokværk højt hus, hvis fundamenter delvis blev fundet i 1895, stødt op omtrent under en ret vinkel til korets nordside, og et andet har stødt op til det nordlige sideskib. Øst for byen skal der i middelalderen have stået et kapel.
Af andre byporte ved siden af den bevarede Vesterport nævnes Strandport og Klosterport, hvilke var til endnu på Resens tid, Østerport og Jomfruport. Disse sidste så vel som alle spor af grave og volde var forsvundne på Resens tid. Befæstningen har vel i alt fald stået ved magt i Grevens Fejde, da byen blev indtaget og afbrændt.

### Renæssancen
Ligeledes led byen betydeligt i Svenskekrigen 1658—60: 1660 vare 40 gårde og boliger nedbrudte af fjenden, byen havde måttet udrede til de danske og hollandske troppers indkvartering omtrent 12.500 rigsdaler, desuden store kontributioner til fjenden, og kun 5 eller 6 borgere kunne betale skat.
I 1593-94 og flere gange led den under pesten. I 1612 brændte en stor del af byen. I 1620 gav kongen den 3 års skattefrihed, fordi den for nogen tid siden var afbrændt.

### Under enevælden
I 1672 havde byen 841 indbyggere. Dens handel og skibsfart begyndte dog atter at blomstre op i slutningen af det 17. århundrede, men under den Store Nordiske Krig led den igen stort afbræk ved de svenskes kaperier. Den 16. juli 1672 brændte hele Østergade. Den 28. september 1715 siges den bedste del af byen at være gået op i luer, hvorfor de brandlidte fik 6 års konsumtionsfrihed og toldfrihed for indførte bygningsmaterialer. Den 14. oktober 1728 brændte 49 gårde i Vestergade, Korsgade og Grønnegade. Et vidnesbyrd om de hyppige ildebrande er magistratens forbud af 29. oktober 1750 mod tobaksrygning på gaderne samt i baghuse, på lofter og i lader. I 1681 hærgedes byen og omegn af en stor misvækst, der efterfulgtes af en pestagtig sygdom; i et rådstuevidne af 1682 siges: "De bedste Borgerfamilier ere bortdøde siden Nytaarsdag 1681 af den store Svaghed, der herskede i Byen. En Del af de højstbeskattede have begivet sig paa Landet og forpagtet Gaarde, fordi de ej vidste, hvad de skulde nære sig af i Byen, thi Handel og Skibsfart, som har været denne Bys meste Næring, er nu næstendels ødelagt". I det 18. århundrede førte Faaborg en hensygnende tilværelse: i 1769 havde den 1.136, i 1801 endog kun 1.061 indbyggere.
Begyndelsen til den senere havn gjordes 1723, da der byggedes en ny, 60 alen lang skibsbro; ved midten af det 18. århundrede forlængedes broen betydeligt, og der opførtes i den følgende tid bolværker m.m. I det 19. århundrede blev der foretaget store udvidelser, og det store areal nordvest for havnen (hvor svineslagteriet senere kom til at ligge) indvandtes ved opfyldning.

### Den tidlige industrialisering
Faaborgs befolkning var stigende i slutningen af 1800-tallet og i begyndelsen af 1900-tallet: 2.328 i 1850, 2.777 i 1855, 3.120 i 1860, 3.440 i 1870, 3.476 i 1880, 3.677 i 1890, 4.218 i 1901, 4.346 i 1906 og 4.318 i 1911.
Af fabrikker og industrielle anlæg fandtes ved århundredeskiftet: Dansk Vin- og Konservesfabrik (betydelig produktion af konserves og syltetøjer, landets ældste og største frugtvinfabrik, beskæftigede omtrent 50 arbejdere), bayersk- og hvidtølbryggeriet "Sydfyn" (aktieselskab, oprettet 1898, aktiekapital 90,000 kr.); et stort andelssvineslagteri (beskæftiger 20 mænd og 3 kvinder); 2 cementstensfabrikker (hvoraf den ene beskæftigede omtrent 25 arbejdere og årligt producerede omtrent 700.000 cementtagsten foruden kloakrør og cementfliser), 1 træuldsfabrik; 1 klædefabrik og dampvæveri, 2 uldspinderier, tapetfabrikken "Fiona" (aktieselskab, oprettet 1897, aktiekapital 160.000 kr.); 1 papirfabrik; 1 dampbrænderi (aktieselskab, oprettet 1896, aktiekapital 100.000 kr.), 1 maskinfabrik og jernstøberi, 1 gærfabrik, 1 tobaksfabrik, 1 bomuldsvæveri, 1 skibsbyggeri, 1 fiskerøgeri, 1 savværk, 2 bogtrykkerier m.m.
I Faaborg udgives 2 Aviser: „Faaborg Avis" og „Faaborg Folketidende" (eller „Sydfynsk Dagblad").
I Faaborg afholdtes årligt af markeder: 2. tirsdag i hver måned undtagen juni, juli og august, med levende kreaturer, 1 i februar med heste, 1 i februar og 1 i marts med heste og kvæg, 1 i juni med heste, 1 i oktober med kvæg og får og 1 i november med heste, kvæg og får. Torvedag var hver tirsdag, torsdag og lørdag.
Befolkningens sammensætning efter næringsvej var i 1890: 309 levede af immateriel virksomhed, 1.545 af håndværk og industri, 900 af handel og omsætning, 190 af søfart, 140 af fiskeri, 114 af jordbrug, 289 af forskellig daglejervirksomhed, 131 af deres midler, 55 nød almisse, og 4 var i fængsel. Ifølge en opgørelse i 1906 var indbyggertallet 4.346, heraf ernærede 278 sig ved immateriel virksomhed, 95 ved landbrug, skovbrug og mejeridrift, 125 ved fiskeri, 2.026 ved håndværk og industri, 976 ved handel med mere, 476 ved samfærdsel, 207 var aftægtsfolk, 120 levede af offentlig understøttelse og 43 af anden eller uangiven virksomhed.
I de seneste år op til århundredeskiftet blev havnen uddybet, så at den der efter for en dels vedkommende havde en dybde af 16—17 fod. (mod i 1837 : l0½ fod). Havnens størrelse var omtrent 40.000, havnepladsens 80.000 kvadratalen, bolværkernes længde omtrent 1.100 alen. Havnevæsenet bestyredes af det af borgmesteren, 2 byrådsmedlemmer og 1 medlem uden for byrådet bestående havneudvalg.

### Mellemkrigstiden
Gennem mellemkrigstiden var Faaborgs indbyggertal stagnerende: i 1916 havde byen 4.577 indbyggere, i 1921 4.690 indbyggere, i 1925 4.721 indbyggere, i 1930 4.516 indbyggere, i 1935 4.547 indbyggere og i 1940 4.552 indbyggere. I Svanninge Sogn udviklede sig forstaden Sandegyde/Odensevej.
| År                    | 1916  | 1921  | 1925  | 1930  | 1935  | 1940  |
| --------------------- | ----- | ----- | ----- | ----- | ----- | ----- |
| Faaborg købstad       | 4.577 | 4.690 | 4.721 | 4.516 | 4.547 | 4.552 |
| Sandegyde             | 234   | 240   | 401   | 272   | 286   | 281   |
| Odensevej             | -     | -     | -     | 139   | 128   | 148   |
| Faaborg med forstæder | 4.811 | 4.930 | 5.122 | 4.927 | 4.961 | 4.981 |

Ved folketællingen i 1930 havde Faaborg 4.516 indbyggere, heraf ernærede 332 sig ved immateriel virksomhed, 1.638 ved håndværk og industri, 841 ved handel mm, 588 ved samfærdsel, 224 ved landbrug, skovbrug og fiskeri, 320 ved husgerning, 489 var ude af erhverv og 84 havde ikke oplyst indkomstkilde.
| Næringsveje           | Landbrug m.v. | Håndværk, industri | Handel og omsætning | Transport | Immateriel virksomhed | Hus- gerning | Ude af erhverv | Uangivet | I alt |
| --------------------- | ------------- | ------------------ | ------------------- | --------- | --------------------- | ------------ | -------------- | -------- | ----- |
| Faaborg købstad       | 224           | 1.638              | 841                 | 588       | 332                   | 320          | 489            | 84       | 4.516 |
| Sandegyde             | 44            | 84                 | 30                  | 25        | 9                     | 21           | 53             | 6        | 272   |
| Odensevej             | 46            | 38                 | 5                   | 16        | 5                     | 8            | 15             | 6        | 139   |
| Faaborg med forstæder | 314           | 1.760              | 876                 | 629       | 346                   | 349          | 557            | 96       | 4.927 |

### Efterkrigstiden
Efter 2. verdenskrig fortsatte Faaborg sin svage befolkningsudvikling. I 1945 boede der 4.699 indbyggere i købstaden, i 1950 5.058 indbyggere, i 1955 5.138 indbyggere, i 1960 5.135 indbyggere og i 1965 5.196 indbyggere. Samtidig udviklede forstæderne Sandegyde og Odensevej sig, og et forstadsområde i Diernæs Sogn kom til.
| År                    | 1945  | 1950  | 1955  | 1960  | 1965  |
| --------------------- | ----- | ----- | ----- | ----- | ----- |
| Faaborg købstad       | 4.699 | 5.058 | 5.158 | 5.135 | 5.196 |
| Sandegyde             | 508   | 539   | 396   | 572   | 793   |
| Odensevej             | -     | -     | 142   | 154   | 165   |
| Diernæs               | -     | -     | 83    | 79    | 74    |
| Faaborg med forstæder | 5.207 | 5.597 | 5.779 | 5.960 | 6.228 |

### Nyere tid
Faaborg var indtil 2007 hovedbyen i Faaborg Kommune. Ved kommunalreformen blev en del af Faaborg-Midtfyn Kommune
Gavebrevet er brugt som udgangspunkt for byens datering. Byen fejrede sit 775 års jubilæum i 2004.

## Uddannelse
Faaborg har siden 1979 huset Faaborg Gymnasium, etableret af Fyns Amt. Det har ca. 330 elever. Ud over den store folkeskole, Øhavsskolen, er Faaborg også hjemsted for Faaborgegnens friskole, Enghaveskolen.

## Kultur
Fåborg Museum er et kunstmuseum, som blev etableret i 1910. Det rummer en samling danske malerier, skulpturer og andet, som hovedsageligt stammer fra perioden 1885-1925 og er fremstillet af fynske kunstnere. Museet er indrettet i en bygning, som blev tegnet af Carl Petersen og indviet i 1915.
Øhavsmuseet består af en række forskellige udstillinger på forskellige lokationer, heraf også i Faaborg, hvor museet driver den gamle købmandsgård ved havnen og Ret- og Strafmuseet i Faaborg Arrest.
På torvet står bronzeskulpturen Ymerbrønden, der er fremstillet af Kai Nielsen i 1912. Den fortæller skabelsesberetningen i nordisk mytologi om urjætten Ymer, der drikker mælk fra koen Audhumbla.
Faaborg Klokketårn er et fritstående klokketårn, som er opført i 1400-tallet. Det var oprindelig en del af byens første kirke, Sct. Nicolai Kirke, som blev revet ned efter Reformationen, hvor byen overtog Helligåndskirken.
Vesterport er sammen med Mølleporten i Stege på Møn den eneste bevarede byport fra middelalderen. Den fungerede som byport op i 1800-tallet, hvor der skulle betales afgifter for varer, som blev indført i byen.

### Sport
Faaborg HK er en håndboldklub, der har hjemme i byen. Den har spillet i 1. division i flere sæsoner. Den var en del af holdsamarbejdet HC-Fyn, sammen med HC Odense.

## Berømte bysbørn
- Fritz Syberg, fynbomaler (1862–1939)

## Galleri
- Faaborgs tidligere jernbanestation (nu Rutebilstation).
- Faaborg Lystbådehavn.
- Bindingsværkshus i Faaborg.
- Stræde i Faaborg.
- Udsigt mod nord.
- Helligåndskirken i Faaborg.